# Prémio Yomiuri
O Prémio (português europeu) ou Prêmio Yomiuri de Literatura (português brasileiro) (読売文学賞, Yomiuri Bungaku Shō) é um prémio literário japonês estabelecido em 1949 pelo jornal Yomiuri Shimbun. Estabelecido após o fim da Segunda Guerra Mundial, o prémio foi criado com o objetivo de impulsionar a literatura japonesa e criar uma nação cultural. Concedido anualmente, o prémio reconhece as obras publicadas no ano anterior à cerimónia. Os vencedores são escolhidos por um comité de seleção e recebem uma pedra de tinta simbólica e uma quantia de dois milhões de ienes.
Nos dois primeiros anos, os prémios eram divididos em quatro categorias: romances e peças de teatro, poesia, crítica literária e estudos académicos. Em 1950, os romances e as peças de teatro foram separados para criar uma quinta categoria. O prémio foi reorganizado em 1967, resultando na criação de uma sexta categoria, os livros de viagens. Atualmente divide-se nas seguintes categorias: ficção, teatro/cenário, crítica/biografia, poesia/haiku, investigações académicas/traduções, ensaios e livros de viagens.

## Vencedores

### Ficção
| Ano    | Vencedor            | Obra vencedora                                                               |
| ------ | ------------------- | ---------------------------------------------------------------------------- |
| 1949   | Masuji Ibuse        | Honjitsu Kyushin (本日休診)                                                  |
| 1950   | Kōji Uno            | Omigawa (思ひ川)                                                             |
| 1951   | Shōhei Ōoka         | Nobi                                                                         |
| 1952   | Hiroyuki Agawa      | Haru no shiro                                                                |
| 1953   | Não houve premiação |                                                                              |
| 1954   | Haruo Satō          | Shōshi Mandara                                                               |
| 1955   | Ton Satomi          | Koigokoro                                                                    |
| 1955 ! | Aya Kōda            | Kuroi suso                                                                   |
| 1956   | Yukio Mishima       | Kinkakuji                                                                    |
| 1956 ! | Mantarō Kubota      | San no tori                                                                  |
| 1957   | Murō Saisei         | Anzukko                                                                      |
| 1957 ! | Yaeko Nogami        | Meiro                                                                        |
| 1958   | Não houve premiação |                                                                              |
| 1959   | Hakuchō Masamune    | Kotoshi no aki                                                               |
| 1959 ! | Shigeharu Nakano    | Nashi no hana                                                                |
| 1960   | Shigeru Tonomura    | Miotsukushi                                                                  |
| 1961   | Não houve premiação |                                                                              |
| 1962   | Kōbō Abe            | Suna no Onna                                                                 |
| 1963   | Yasushi Inoue       | Fūtō                                                                         |
| 1964   | Akatsuki Kambayashi | Shiroi yakatabune                                                            |
| 1965   | Junzo Shono         | Yube no Kumo                                                                 |
| 1966   | Fumio Niwa          | Ichiro                                                                       |
| 1967   | Kiku Amino          | Ichigo-ichie                                                                 |
| 1968   | Taeko Kōno          | Fui no koe (不意の声)                                                        |
| 1968 ! | Kōsaku Takii        | Yashu                                                                        |
| 1969   | Haruto Kō           | Ichijō no hikari                                                             |
| 1969 ! | Tan Onuma           | Kaichūdokei                                                                  |
| 1970   | Ken'ichi Yoshida    | Gareki no naka                                                               |
| 1971   | Não houve premiação |                                                                              |
| 1972   | Tatsuo Nagai        | Cochabamba-yuki                                                              |
| 1973   | Tsuneko Nakazato    | Utamakura                                                                    |
| 1973 ! | Shōtarō Yasuoka     | Hashire tomahōku                                                             |
| 1974   | Yoshie Wada         | Tsugiki no dai                                                               |
| 1975   | Kazuo Dan           | Kataku no hito                                                               |
| 1975 ! | Junnosuke Yoshiyuki | Kaban no nakami                                                              |
| 1976   | Yoshinori Yagi      | Kazamatsuri                                                                  |
| 1977   | Toshio Shimao       | Shi no toge                                                                  |
| 1978   | Noguchi Fujio       | Kakute arikeri                                                               |
| 1979   | Toshimasa Shimamura | Myōkō no aki                                                                 |
| 1980   | Não houve premiação |                                                                              |
| 1981   | Hisashi Inoue       | Kirikirijin                                                                  |
| 1981 ! | Ryōtarō Shiba       | Hitobito no ashioto                                                          |
| 1982   | Kenzaburō Ōe        | Ame no ki                                                                    |
| 1983   | Não houve premiação |                                                                              |
| 1984   | Akira Yoshimura     | Hagoku                                                                       |
| 1985   | Takako Takahashi    | Ikari no ko                                                                  |
| 1985 ! | Hideo Takubo        | Kaizu                                                                        |
| 1986   | Yūko Tsushima       | Yoru no hikari ni owarete                                                    |
| 1987   | Tatsuhiko Shibusawa | Takaoka Shinnō kōkaiki                                                       |
| 1988   | Takehiro Irokawa    | Kyōjin nikki                                                                 |
| 1989   | Yūichi Takai        | Yoru no ari                                                                  |
| 1989 ! | Yoshikichi Furui    | Kari ōjōden shibun                                                           |
| 1990   | Toshio Moriuchi     | Hyōga ga kuru made ni                                                        |
| 1991   | Hiroshi Sakagami    | Yasashii teihakuchi                                                          |
| 1991 ! | Sō Aono             | Haha yo                                                                      |
| 1992   | Eisuke Nakazono     | Peking hanten kyūkan nite                                                    |
| 1993   | Não houve premiação |                                                                              |
| 1994   | Momoko Ishii        | Maboroshi no akai mi                                                         |
| 1994 ! | Senji Kuroi         | Kāten kōru                                                                   |
| 1995   | Keizō Hino          | Hikari                                                                       |
| 1995 ! | Haruki Murakami     | Nejimakidori kuronikuru                                                      |
| 1996   | Não houve premiação |                                                                              |
| 1997   | Ryū Murakami        | In za miso-sūpu                                                              |
| 1997 ! | Nobuo Kojima        | Uruwashiki hibi                                                              |
| 1998   | Kunio Ogawa         | Hashisshi gyangu                                                             |
| 1998 ! | Noboru Tsujihara    | Tobe kirin                                                                   |
| 1999   | Yasutaka Tsutsui    | Watashi no gurampa                                                           |
| 1999 ! | Taku Miki           | Hadashi to kaigara                                                           |
| 2000   | Naoyuki Ii          | Nigotta gekiryū ni kakaru hashi                                              |
| 2000 ! | Amy Yamada          | A2Z                                                                          |
| 2001   | Anna Ogino          | Horafuki-Anri no bōken                                                       |
| 2002   | Minae Mizumura      | Honkaku shōsetsu                                                             |
| 2003   | Yōko Ogawa          | Hakase no aishita sūshiki                                                    |
| 2004   | Hisaki Matsuura     | Hantō                                                                        |
| 2005   | Toshiyuki Horie     | Kagan bōjitsushō                                                             |
| 2005 ! | Katsusuke Miyauchi  | Shōshin                                                                      |
| 2006   | Não houve premiação |                                                                              |
| 2007   | Rieko Matsuura      | Kenshin                                                                      |
| 2008   | Sou Kurokawa        | Kamome no hi                                                                 |
| 2009   | Kaoru Takamura      | Taiyō o hiku uma                                                             |
| 2010   | Natsuo Kirino       | Nanika aru                                                                   |
| 2011   | Não houve premiação |                                                                              |
| 2012   | Yoko Tawada         | Kumo o tsukamu hanashi                                                       |
| 2012 ! | Masashi Matsuie     | Kazan no fumuto de                                                           |
| 2013   | Kiyoko Murata       | Yūjōko                                                                       |
| 2014   | Hiromi Kawakami     | Suisei                                                                       |
| 2014 ! | Tomoyuki Hoshino    | Yoru wa owaranai                                                             |
| 2015   | Hideo Furukawa      | Onna-tachi sanbyaku-nin no uragiri no sho (女たち三百人の裏切りの書)         |
| 2016   | Hideo Levy          | Mohankyo (模範郷)                                                            |
| 2017   | Akira Higashiyama   | Boku ga koroshita hito to boku o koroshita hito (僕が殺した人と僕を殺した人) |

### Drama
| Ano    | Vencedor          | Obra vencedora                                       |
| ------ | ----------------- | ---------------------------------------------------- |
| 1951   | Jūrō Miyoshi      | Honō no hito, etc.                                   |
| 1952   | Tsuneari Fukuda   | Ryū o nadeta otoko                                   |
| 1954   | Tanaka Chikao     | Selection of works including "Kyōiku"                |
| 1961   | Yukio Mishima     | Toka no Kiku                                         |
| 1964   | Mitsuo Nakamura   | Kiteki issei                                         |
| 1965   | Hideji Hōjō       | Selected plays of Hideji Hōjō                        |
| 1967   | Tadasu Iizawa     | Gonin no moyono                                      |
| 1972   | Seiichi Yashiro   | Sharaku-kō                                           |
| 1974   | Kōbō Abe          | Midoriiro no sutokkingu                              |
| 1975   | Matsuyo Akimoto   | Nananin no misaki                                    |
| 1978   | Junji Kinoshita   | Shigosen no matsuri                                  |
| 1979   | Hisashi Inoue     | Shimijimi nihon – Nogi-taishō, Kobayashi Issa        |
| 1983   | Kunio Shimizu     | Elegy                                                |
| 1984   | Masakazu Yamazaki | Oedipus shōten                                       |
| 1987   | Minoru Betsuyaku  | Shokoku o henreki suru futari no kishi no monogatari |
| 1990   | Kouhei Tsuka      | Hiryūden ’90 – satsuriku no aki                      |
| 1992   | Tsutsumi Harue    | Kanadehon Hamlet                                     |
| 1994   | Yoshiyuki Fukuda  | Watashi no downtown – Haha no shashin                |
| 1995   | Jūichiro Takeuchi | Tsuki no hikari                                      |
| 1997   | Ryo Iwamatsu      | TV Days                                              |
| 1997 ! | Nozomi Makino     | Tokyo genshikaku club                                |
| 1998   | Matsuda Masataka  | Natsu no suna no ue                                  |
| 2000   | Ai Nagai          | Hagi-ke no sanshimai                                 |
| 2001   | Kankurō Kudō      | GO                                                   |
| 2002   | Yoji Sakate       | Yaneura                                              |
| 2003   | Kara Jûrô         | Doro ningyo                                          |
| 2005   | Hishida Shinya    | Powder – oshiroi                                     |
| 2006   | Miwa Nishikawa    | Yureru                                               |
| 2006 ! | Noda Hideki       | Rope                                                 |
| 2007   | Kōki Mitani       | Confidant – Kizuna                                   |
| 2008   | Kundō Koyama      | Okuribito                                            |
| 2009   | Shoji Kokami      | Globe Jungle Kyokō no gekidan hataage 3 busaku       |
| 2011   | Tomohiro Maekawa  | Taiyō                                                |
| 2012   | Yang Yong-hi      | Kazoku no kuni                                       |

### Poesia ehaiku
| Ano    | Vencedor            | Obra vencedora (género)              |
| ------ | ------------------- | ------------------------------------ |
| 1949   | Mokichi Saitō       | Tomoshibi (tanka)                    |
| 1955 ! | Shinpei Kusano      | Kaeru no shi (verso livre)           |
| 1950   | Kōtarō Takamura     | Tenkei (verso livre)                 |
| 1950 ! | Yaichi Aizu         | Aizu Yaichi zenkashū (tanka)         |
| 1951   | Satarō Satō         | Kichō (tanka)                        |
| 1952   | Haruo Satō          | Satō Haruo zenshishū (verso livre)   |
| 1953   | Takashi Matsumoto   | Ishidamashii (haiku)                 |
| 1953 ! | Mitsuharu Kaneko    | Ningen no higeki (verso livre)       |
| 1954   | Hakyō Ishida        | Teihon Ishida Hakyō zenkushū (haiku) |
| 1955   | Não houve premiação |                                      |
| 1956   | Junzaburō Nishiwaki | Dai-san no shinwa (verso livre)      |
| 1966   | Yuji Kinoshita      | TREELIKE                             |
| 1969   | Ryuta Iida          | Forget (haiku)                       |
| 1987   | Mutsuo Takahashi    | Keiko onjiki (tanka e haiku)         |
| 1987 ! | Hirohiko Okano      | Ame no Tazumura (tanka)              |
| 1993   | Akiko Baba          | Akobu                                |
| 1999   | Nagata Kazuhiro     | Aiba                                 |
| 2003   | Kai Hasegawa        | Kyoku                                |
| 2004   | Kyōko Kuriki        | Natsu no ushiro                      |
| 2017   | Jeffrey Angles      | Watashi no hizukehenkōsen            |

### Ensaio e livro de viagens
| Ano  | Vencedor            | Obra vencedora                                     |
| ---- | ------------------- | -------------------------------------------------- |
| 1967 | Ikuma Dan           | sei/zoku Paipu no Kemuri (正/続「パイプのけむり」) |
| 1971 | Ibuse Masuji        | Waseda no Mori                                     |
| 1988 | Kazuo Mizuta        | On the Pacific Age—Promoting a Pacific University  |
| 1999 | Não houve premiação | Não houve premiação                                |
| 2003 | Mikirō Sasaki       | Ajia kaidô kikô                                    |
| 2004 | Wakashima Tadashi   | Ranshidokusha no Ei-Bei tanpen kôgi                |
| 2009 | Keijiro Suga        | Shasen no tabi                                     |

### Crítica e biografia
| Ano  | Vencedor          | Obra vencedora                         |
| ---- | ----------------- | -------------------------------------- |
| 1999 | Seiko Tanabe      | Dôtonbori no ame ni wakarete irai nari |
| 2003 | Takehiko Noguchi  | Bakumatsu kibun                        |
| 2004 | Mitsuyoshi Numano | Yūtopia bungaku ron                    |

### Bolsas de estudo e tradução
| Ano  | Vencedor                       | Obra vencedora                            |
| ---- | ------------------------------ | ----------------------------------------- |
| 1990 | (tradução de) Noriko Ibaragi   | Kankoku gendai shi sen (「韓国現代詩選」) |
| 1999 | Yûhi Takashi                   | Edo shiika-ron                            |
| 1999 | (tradução de) Kudô Yukio       | Burûno Shurutsu zenshû                    |
| 2003 | Takematsu Yûichi               | Igirisu kindaishi hô                      |
| 2004 | Tanizawa Eiichi                | Bungôtachi no ôgenka                      |
| 2008 | (tradução de) Noriaki Oshikawa | Rumah Kaca (Glass House)                  |